# BAP Angamos (SS-43)
El BAP Angamos (SS-43), llamado inicialmente BAP Atún (S-43), fue un submarino ordenado por la Marina de Guerra del Perú a la The Electric Boat Company. Fue nombrado Angamos en recuerdo del combate del mismo nombre, librado en la punta homónima, entonces litoral Boliviano en 1879, durante la guerra del Pacífico.

## Contexto histórico
Tras la Segunda Guerra Mundial, la Kriegsmarine alemana había demostrado que los submarinos podían tener un efecto devastador sobre la armada de un país (tal como sucedió en la batalla del Atlántico). Antes del uso de radar y el sónar, la Royal Navy estaba indefensa en el mar.
Mientras tanto, la Marina peruana tenía unidades obsoletas. Los submarinos R ya habían cumplido su vida útil. Por lo tanto, el gobierno de ese país autorizó la compra de dos submarinos clase Mackerel a la misma compañía que construyó a los R: el Lobo y el Tiburón. Tras la llegada de esas dos unidades, se escribió un nuevo contrato por otros dos submarinos: el Atún y el Merlín.

## Construcción y llegada al Perú
El segundo contrato entre la Marina peruana y la The Electric Boat Company fue firmado el 1 de julio de 1955 y establecía la construcción en el astillero de Grotton, Connecticut de dos submarinos diseño 231-EA. Se estableció que el Perú debía suministrar el sistema de control de tiro al astillero, ya que por ser propiedad de la Marina norteamericana, era este país quien debía obtenerlos y entregarlos a la casa constructora. Estos sistemas y equipos fueron el del control de tiro, incluyendo el TDC, solucionador de ángulos, el DRT, el DRA, sonares, periscopios, radares, cañón, torpedos, armas cortas, etc. 
El Atún fue botado el 5 de febrero de 1957; ese mismo día, fue lanzado el Merlín. Tras concluir las pruebas, zarpó junto al Merlín al Callao. Arribaron al primer puerto el 28 de noviembre.

## Cambio de nombre y baja
A partir de 1959 se inician las operaciones UNITAS de defensa hemisférica que consisten básicamente en ejercicios de guerra antisubmarina. En 1960, los submarinos cambiaron de nombre: el Atún pasó a llamarse Angamos.
En los años 60 los submarinos de la Marina peruana cambiaron sus baterías en Key West, Florida, hecho que se repite posteriormente como recorrido integral en los astilleros fabricantes. 
Finalmente, tras 42 años de servicio, el Angamos fue dado de baja.

### Buques de la clase
• Dos de Mayo
• Abtao
• Iquique